# Девет ярда
„Девет ярда“ (на английски: The Whole Nine Yards) е американска криминална комедия от 2000 година на режисьора Джонатан Лин, по сценарий на Мичъл Капнър, във филма участват Брус Уилис, Матю Пери, Аманда Пийт, Майкъл Кларк Дънкан и Наташа Хенстридж.
Филмът е продуциран от Morgan Creek Productions, Franchise Pictures, Rational Packaging и Lansdown Films, разпространен от Warner Bros., филмът е пуснат на 18 февруари 2000 г. и получи смесени отзиви от критиците и спечели $106 милиона. Продължението „Десет ярда“ е пуснат през 2004 г.

## Актьорски състав
| Роля                        | Изпълнител          |
| --------------------------- | ------------------- |
| Джеймс Стефан Тудески       | Брус Уилис          |
| Д-р Никълъс „Оз“ Осерански  | Матю Пери           |
| Софи Осерански              | Розана Аркет        |
| Франклин Фигероа            | Майкъл Кларк Дънкан |
| Синтия Тудески              | Наташа Хенстридж    |
| Джил Клеър                  | Аманда Пийт         |
| Джани Пайтър Гоголак        | Кевин Полак         |
| Специален агент Стив Хансън | Харланд Уилямс      |
| Джазова певица              | Стефани Бидъл       |

## Продукция
През април 1999 г. е обявено, че Матю Пери ще участва с Брус Уилис в продуцирания филм на Franchise Pictures.